# Schefflera boridiana
Schefflera boridiana är en araliaväxtart som beskrevs av Hermann August Theodor Harms. Schefflera boridiana ingår i släktet Schefflera och familjen araliaväxter.
Artens utbredningsområde är Papua Nya Guinea. Inga underarter finns listade.